# Caza a rececho
La caza a rececho es una modalidad de caza que se practica en todo el mundo. Consiste en la búsqueda de un animal seleccionado por su trofeo, o simplemente la búsqueda de un animal para darle caza, efectuando luego un acercamiento sigiloso a la misma para matarlo.
Se practica a pie e intervienen un único cazador y un guarda que supervisa la cacería, siendo necesario en muchos casos la presencia de algún auxiliar para el transporte de los animales. Resulta fundamental el conocimiento del terreno, las querencias de los animales, su abundancia y localización, función desarrollada por el guarda, por lo que su compañía no se limita únicamente a labores de vigilancia y control, sino que resulta imprescindible para obtener éxito en la cacería. Otro aspecto básico es la utilización de una buena óptica, tanto para la localización del animal (prismáticos, catalejo, telescopio terrestre) como para efectuar el disparo (rifles dotados de mira telescópica), dado que éstos suelen efectuarse de forma general a distancias relativamente grandes.
Una vez localizado el animal, se realiza la aproximación con el viento en contra, para evitar ser detectado. El lance se efectúa cuando se está a una distancia adecuada de tiro.
Dada su dificultad. Los recechos más duros son los que se practican en alta montaña intentando dar caza a rebecos o machos monteses.